# Provinciale weg 289
De provinciale weg 289 (N289) is een provinciale weg in Noord-Brabant en Zeeland. Het is een wegverbinding tussen de plaatsen Goes in Zeeland en Putte in Noord-Brabant en heeft een lengte van ruim 47 kilometer.
Tussen Kapelle en Hoogerheide loopt de N289 parallel aan de A58. Het wegvak Kruiningen - Yerseke was tot 2007 administratief bekend als Rijksweg 758.

## Geschiedenis
Oorspronkelijk was de huidige N289 een rijksweg. Het gedeelte tussen Goes en Woensdrecht was van het Rijkswegenplan 1932 onderdeel van rijksweg 58, die van de Belgische grens bij Sluis via Vlissingen naar Bergen op Zoom liep. In Woensdrecht takte rijksweg 57 af naar de Belgische grens nabij Putte. Rijksweg 58 zou ook in de rijkswegenplannen van 1938, 1948 en 1958 behouden blijven als de rijksweg van Sluis naar Bergen op Zoom. Rijksweg 57 verdween echter alweer uit het rijkswegenplan van 1938.
Het rijkswegenplan van 1968 betekende een grote verandering voor beide wegen. Rijksweg 58 werd verlengd van Bergen op Zoom via Breda en Tilburg naar Eindhoven, de weg van Woensdrecht naar Putte werd onderdeel van rijksweg 19 (Den Haag - Rotterdam - Hellegatsplein - Belgische grens). Deze plannen zouden op termijn het einde betekenen voor de 'oude' rijkswegen. Deze werd dan ook, vooruitgaande op de plannen voor de aanleg van de nieuwe rijkswegen als autosnelweg tussen Woensdrecht en Nieuwland hernummerd tot planvervangende rijksweg 758. Reeds in 1970 werd begonnen met de aanleg van de nieuwe A58, en zeven jaar later was de autosnelweg gereed tot Oost-Souburg.
Het gedeelte tussen Woensdrecht en de Belgische grens was eveneens als autosnelweg voorzien. In tegenstelling tot rijksweg 58 werd bij de rijksweg 19 niet meteen tot aanleg overgegaan. Vanaf het rijkswegenplan van 1984 werd rijksweg 4 (daarvoor Amsterdam - Rijswijk) doorgetrokken over het tracé van rijksweg 19 naar de Belgische grens bij Putte. Gevolg van het niet direct aanleggen van de snelweg resulteerde in 1986 in heroverweging van het tracé, er kwam een variant die westelijker verliep langs de westzijde van Woensdrecht en Ossendrecht.
Toen halverwege de jaren 70 de behoefte ontstond aan een wegnummersysteem voor de bewegwijzering, werd in 1975 een nummerplan opgesteld. Voor rijksweg 19 was hierin het nummer A19 voorzien. Tot invoering van dit nummer is het echter nooit gekomen, daar de weg tot de omnummering tot rijksweg 4 nog geen autosnelwegstatus had. Het gedeelte tussen Woensdrecht en Putte kreeg het nummer N4, in de tweede fase van de Nederlandse wegnummering in 1981 werd de weg tussen Goes en Woensdrecht genummerd als N289. Toen in 1993 de A4 tussen knooppunt Markiezaat en Zandvliet gereed kwam verloor de weg tussen Hoogerheide en Putte het nummer N4 weer.
Uiteindelijk werd de weg in delen aan de provincies Noord-Brabant en Zeeland overgedragen. In 1993 werden in het kader van de Wet herverdeling wegenbeheer de gedeelten Goes - Yerseke en Kruiningen - Putte reeds overgedragen, in 2007 werd tegelijk met de N60 het resterende deel tussen de aansluitingen Kruiningen en Yerseke overgedragen aan de provincie Zeeland.